# Zoo Taipei
Koordinaten: 24° 59′ 42″ N, 121° 35′ 0″ O

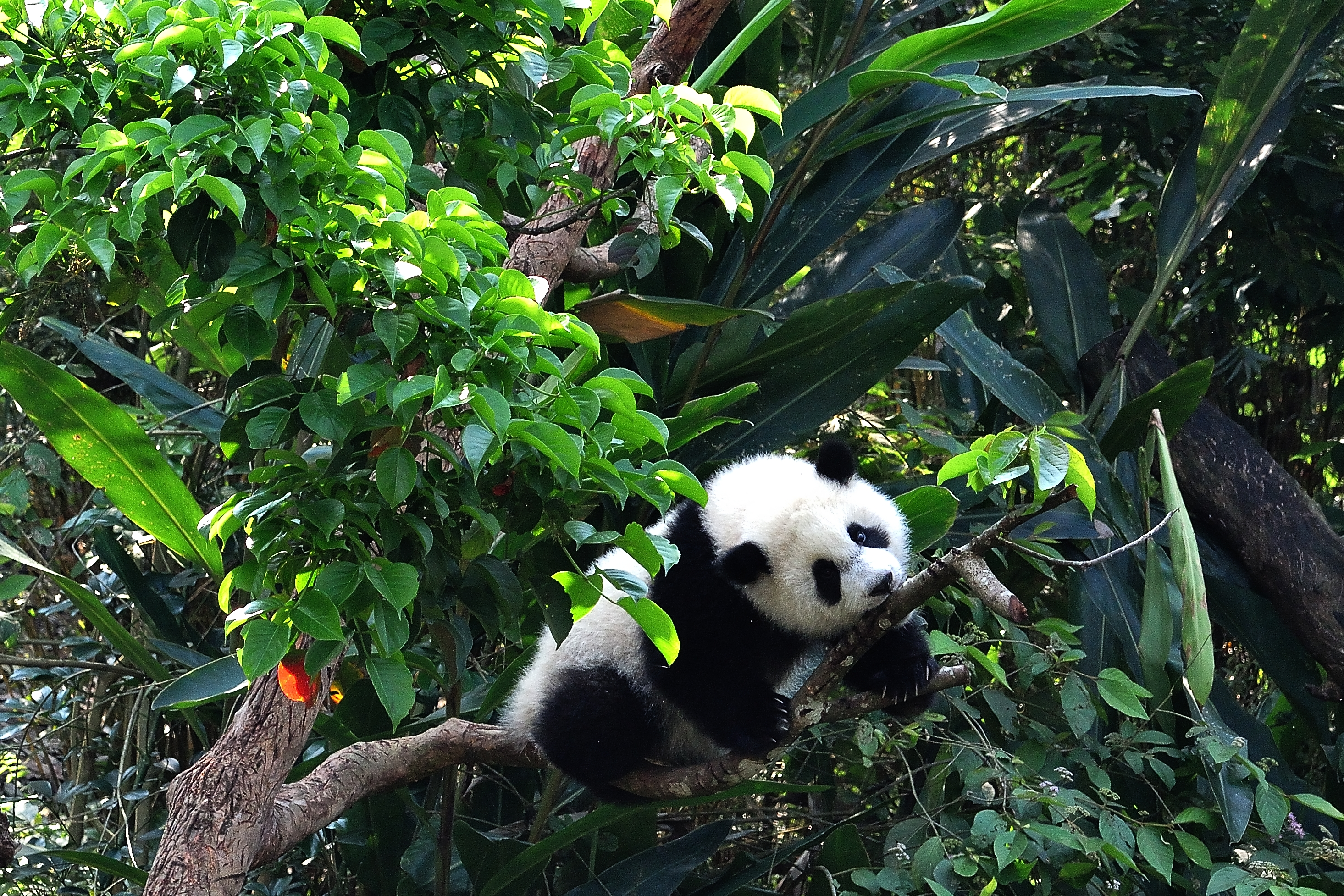
Neun Monate alter, am 6. Juli 2013 im Zoo Taipei geborener Großer Panda

Der Zoo Taipei ist ein Zoo in Wenshan, einem südlichen Stadtgebiet von Taipeh in Taiwan. Er umfasst eine Gesamtfläche von ca. 165 Hektar, wovon 90 Hektar öffentlich zugänglich sind.

## Geschichte
Die Geschichte des Taipei-Zoos beginnt zu einer Zeit, als sich Taiwan unter japanischer Herrschaft befand. Ein japanischer Bürger gründete im Jahr 1914 einen Privatzoo am nördlichen Stadtrand des heutigen Neu-Taipei. Die japanische Regierung in Taiwan kaufte das Maruyama Zoo genannte Anwesen im folgenden Jahr und verwandelte es in einen öffentlichen Park. Nach dem Zweiten Weltkrieg wurde der Zoo 1946 von der Stadtregierung Taipeis formal übernommen und mit einem Vergnügungspark neben dem Zoo verbunden. Da dieser Zoologische Park den geltenden tiergärtnerischen Erfordernissen nicht entsprach, wurde geplant, einen modernen Zoo für Taipeh zu erstellen. 1973 wurde ein geeignetes Gelände gefunden und mit der Detailplanung und dem Bau für den neuen Zoo begonnen. Der bisherige Zoo wurde am 15. August 1986 offiziell geschlossen und der neue Zoo, der sich im Bezirk Muzha im Süden von Taipeh befindet, im folgenden Jahr am Neujahrstag eröffnet. Aufgrund seiner geographischen Lage wird er zuweilen als Muzha Zoo bezeichnet. Die vier Hauptanliegen des Zoos sind: Erhaltung, Bildung, Forschung und Erholung. Mehr als vier Millionen Besucher besuchen jährlich den Zoo.
Zur Hundertjahrfeier  des Zoos im Jahr 2014 wurde mit dem Thema „Lernen aus dem Leben“ ein Logo präsentiert, das zwölf verschiedene Tiere zeigt und auf die Bedeutung der Biodiversität hinweisen soll. Die Spitze des Logos zeigt ein Pangolin (Schuppentier (Manidae)) und weist damit darauf hin, dass sich der Zoo Taipei für die Erhaltung dieser Tiergattung besonders engagiert.

## Pandahaus
Im Jahr 2005 wurde dem Zoo Taipei ein Pärchen Großer Pandas (Ailuropoda melanoleuca) als Geschenk der Volksrepublik China angeboten. Der damalige Präsident Taiwans Chen Shui-bian lehnte dieses Angebot jedoch mit der Begründung ab, die Volksrepublik China verfolge mit dem Geschenk propagandistische Zwecke, um die Unabhängigkeit Taiwans anzuzweifeln, im Besonderen, da die Tiere die Namen „Tuan Tuan“ (團團) und „Yuan Yuan“ (圓圓) erhielten, was zusammen das chinesische Wort für „Wiedervereinigung“ (團圓 tuányuán) ergibt und damit dem Anspruch der Volksrepublik nach Wiedervereinigung der beiden Staaten entsprach. Im Jahr 2008 zeigte sich der neue Präsident Taiwans Ma Ying-jeou von solchen Überlegungen unbeeindruckt und akzeptierte das Geschenk. Die beiden Pandas trafen im Dezember 2008 im Zoo ein. Sie wurden in einem extra errichteten Pandahaus untergebracht und entwickelten sich schnell zu einer Publikumsattraktion. Im Gegenzug verschenkte der Zoo Taipei zwei Taiwan-Sikahirsche (Cervus nippon taiouanus) sowie zwei Taiwan-Serau (Capricornis swinhoei), die im Liugongdao National Forest Park ausgewildert wurden. Die beiden Großen Pandas fühlten sich im Zoo Taipei offensichtlich wohl, sodass der Zoo am 6. Juli 2013 die Geburt eines weiblichen Jungtiers vermelden konnte. 2020 bekamen beide erneut Nachwuchs. Im August 2022 stellte man bei Tuan Tuan eine unbekannte Krankheit fest. Er starb am 19. November 2022.

## Weitere Anlagen und Tierbestand
Der Zoo Taipei ist in  mehrere Spezialabteilungen unterteilt, dazu zählen ein Pinguinhaus, ein Koalahaus, ein Amphibien- und Reptilienhaus, ein Insektarium sowie ein Kinderzoo. An großen Freianlagen gibt es einen asiatischen, tropischen Regenwald, einen Wüstentierbereich, den Bereich für australische Tiere, den afrikanischen Tierbereich und die Sektion Vogelwelt. Außerdem sind Ausstellungsräume und ein Bildungszentrum vorhanden. Nachfolgende Bilder zeigen einige Tierarten aus dem Bestand des Zoos.

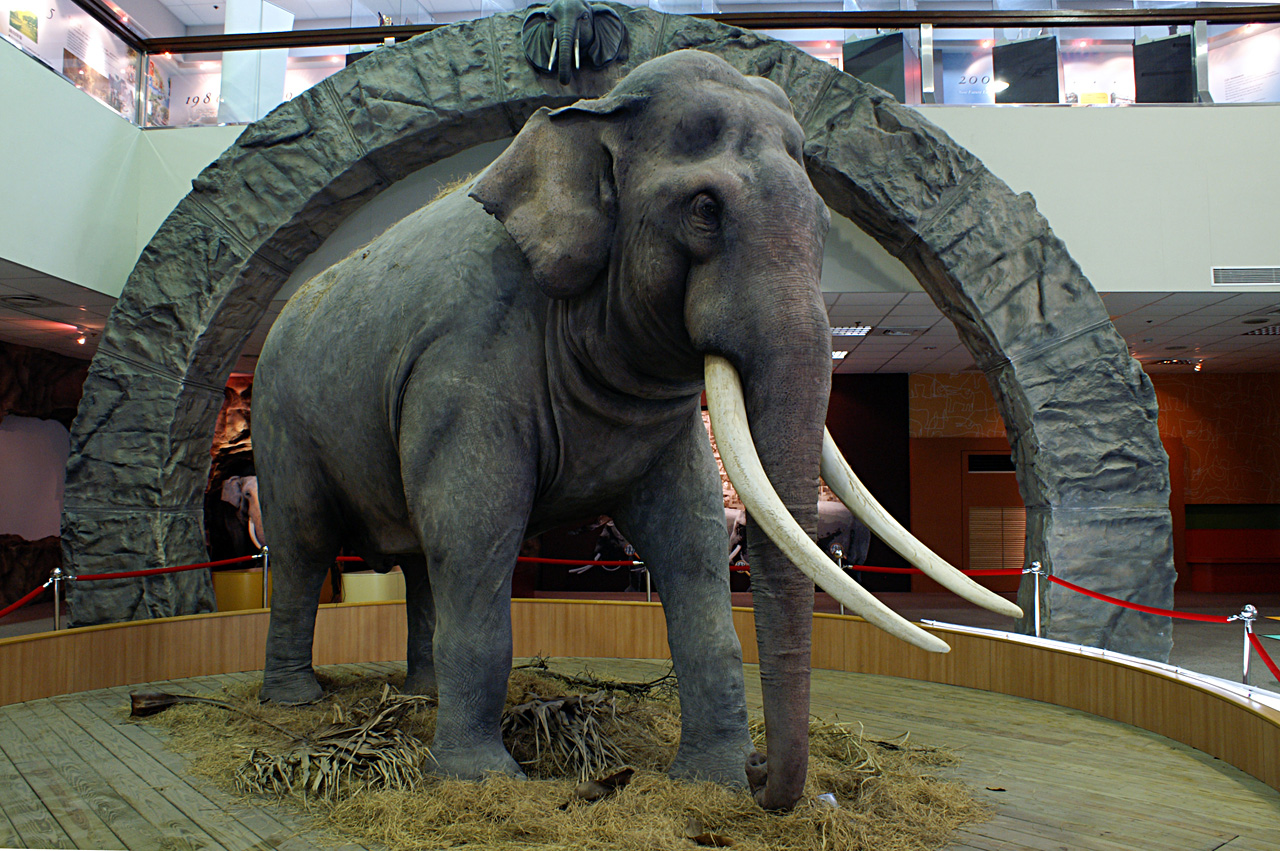
Indischer Elefant (Elephas maximus indicus)
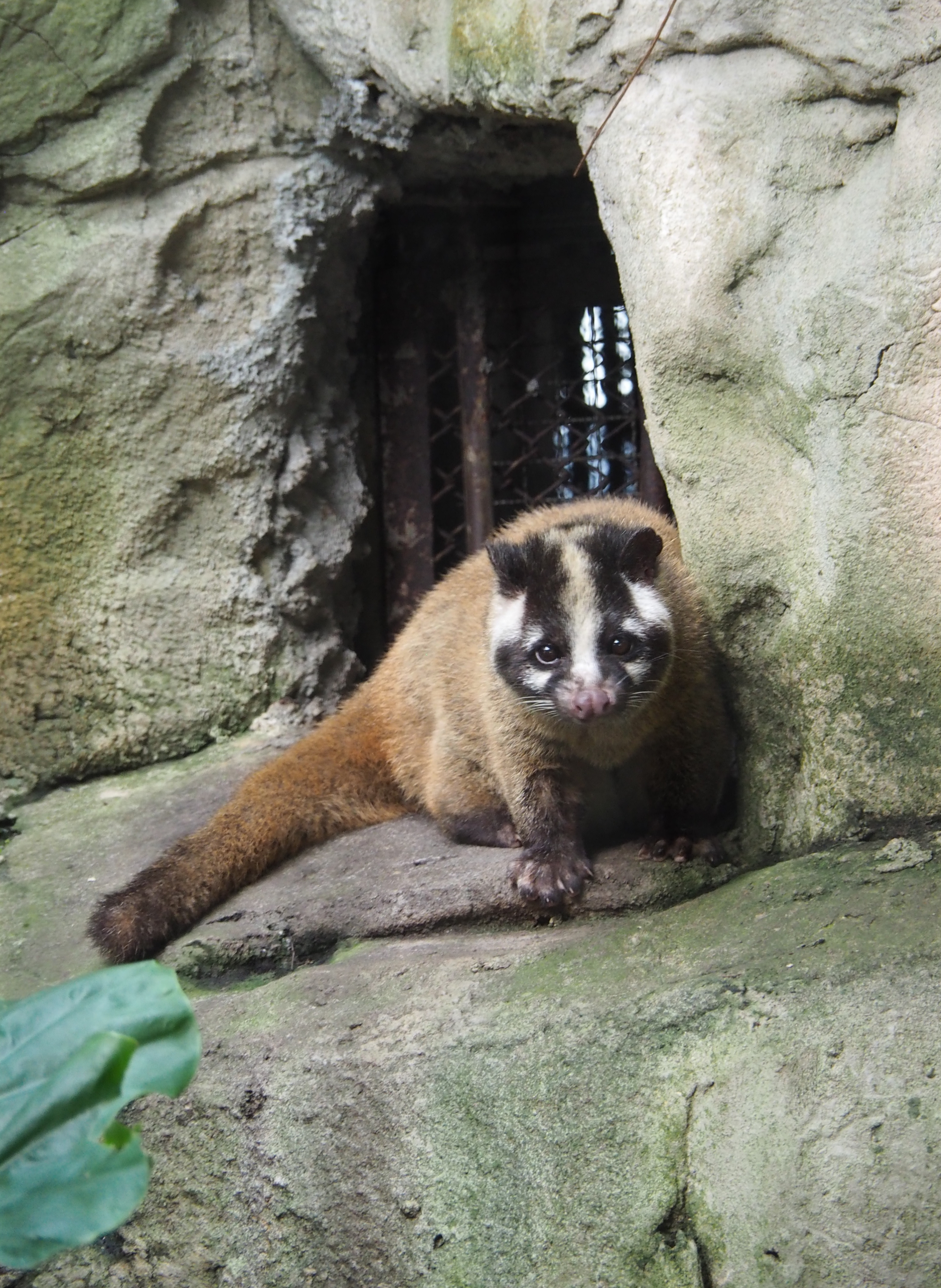
Larvenroller (Paguma larvata)
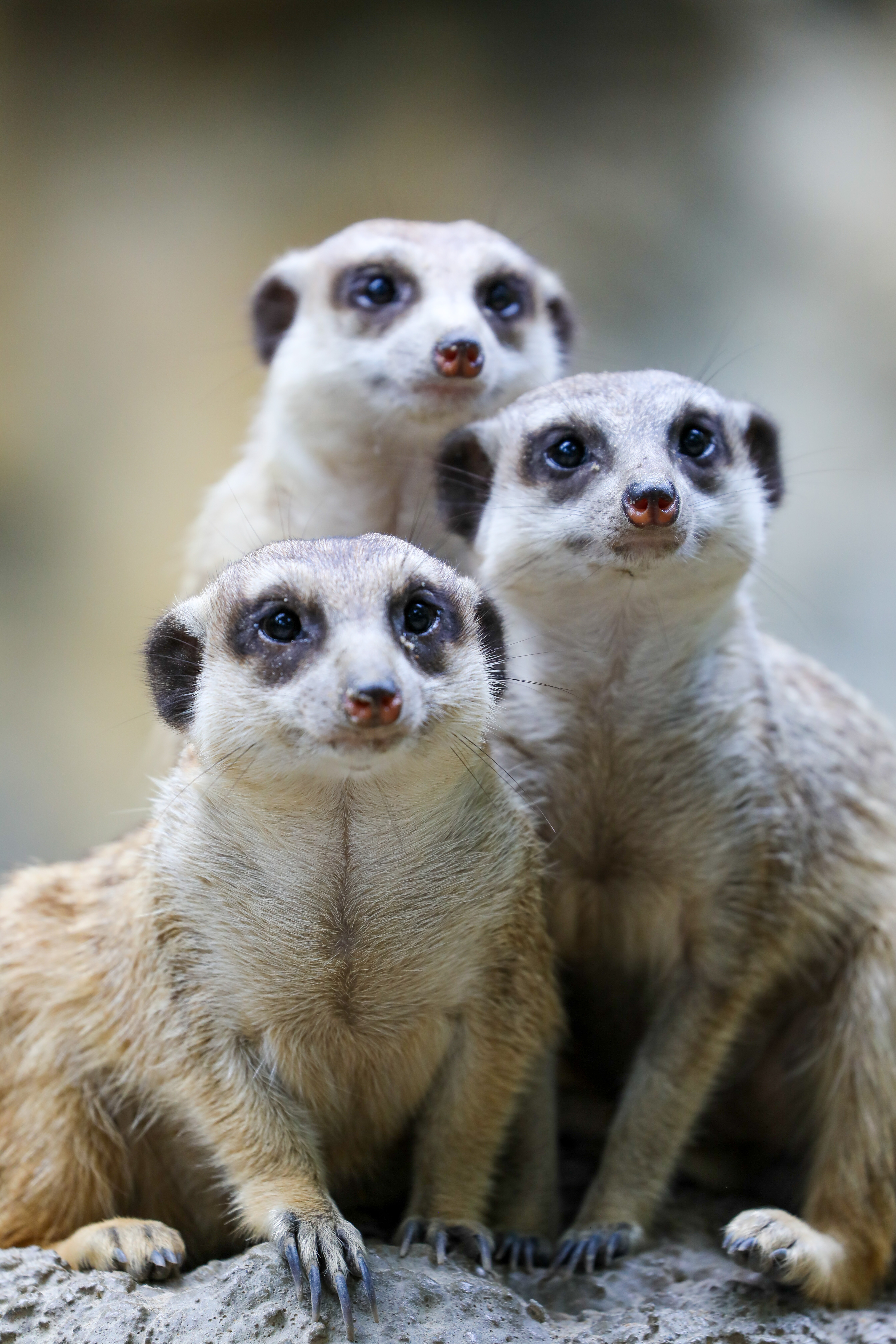
Erdmännchen (Suricata suricatta)
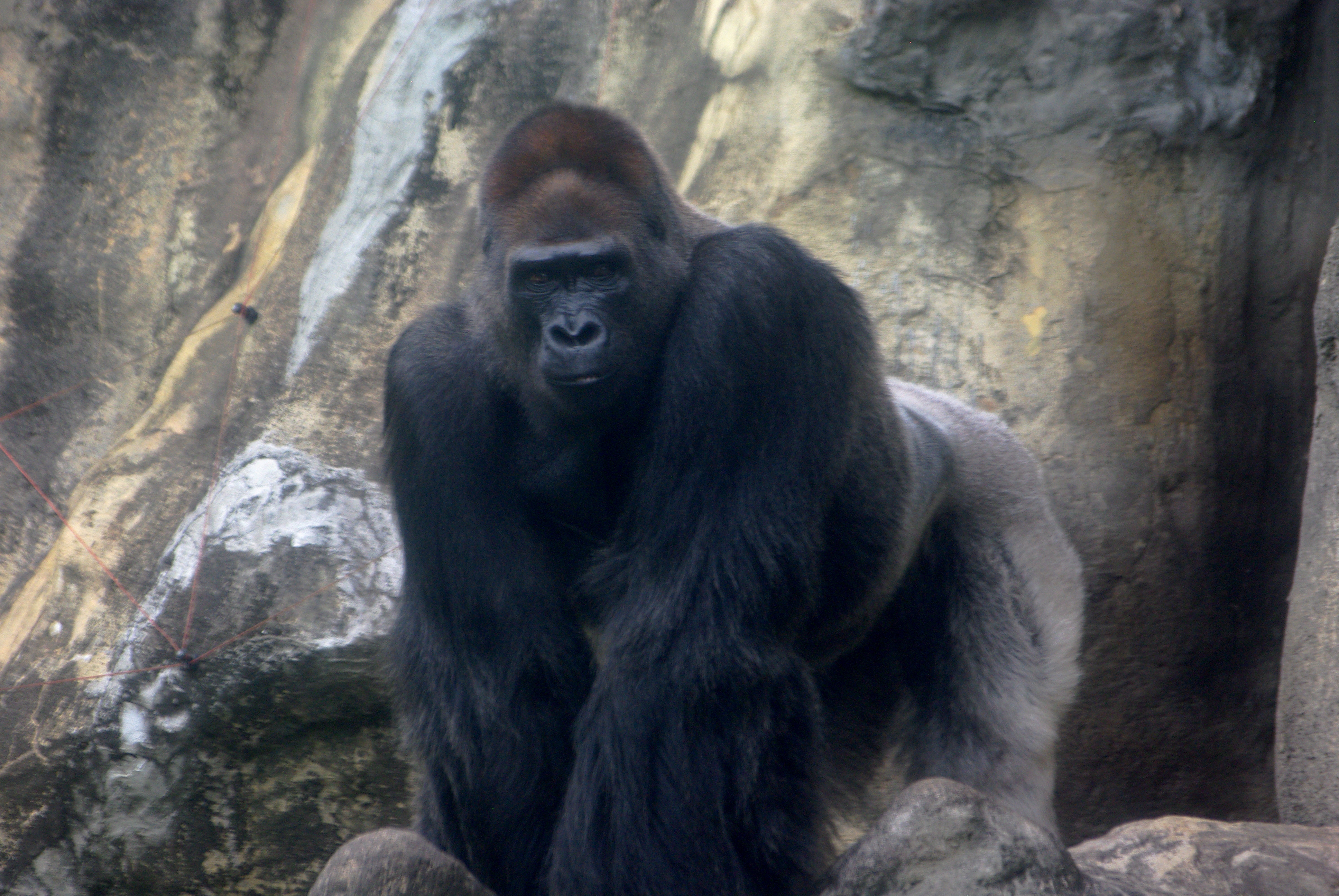
Westlicher Flachlandgorilla (Gorilla gorilla gorilla)
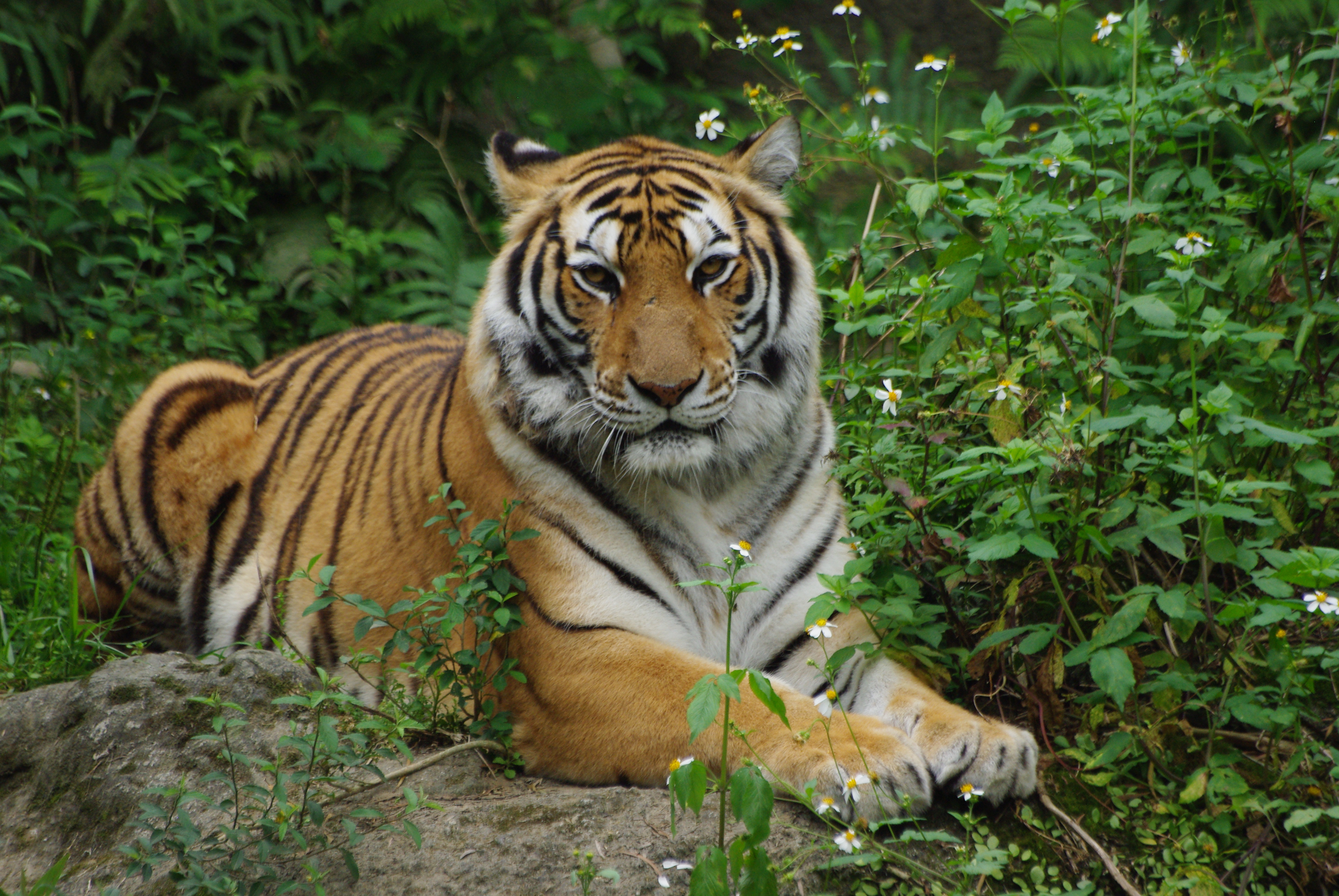
Tiger (Panthera tigris)
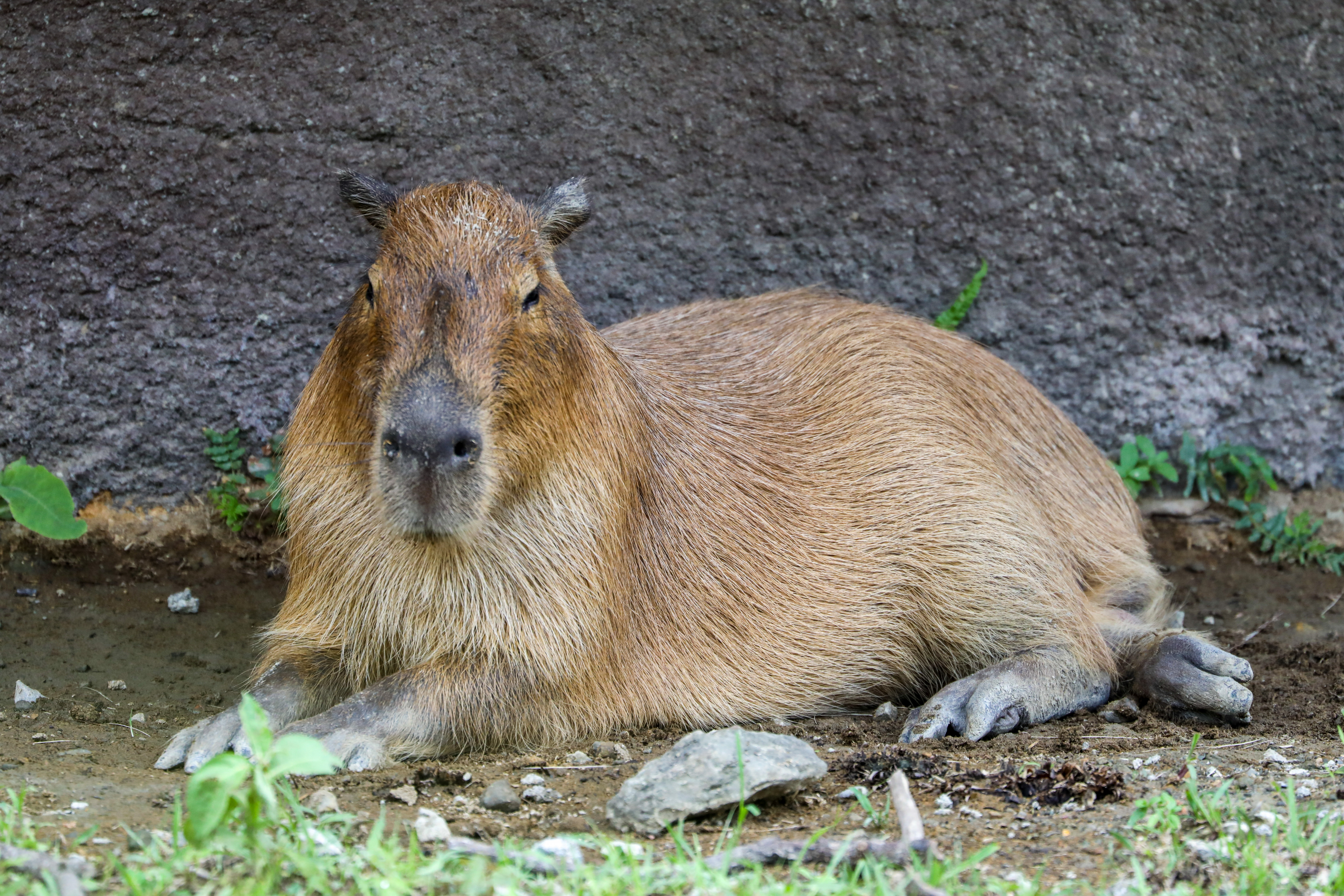
Capybara (Hydrochoerus hydrochaeris)
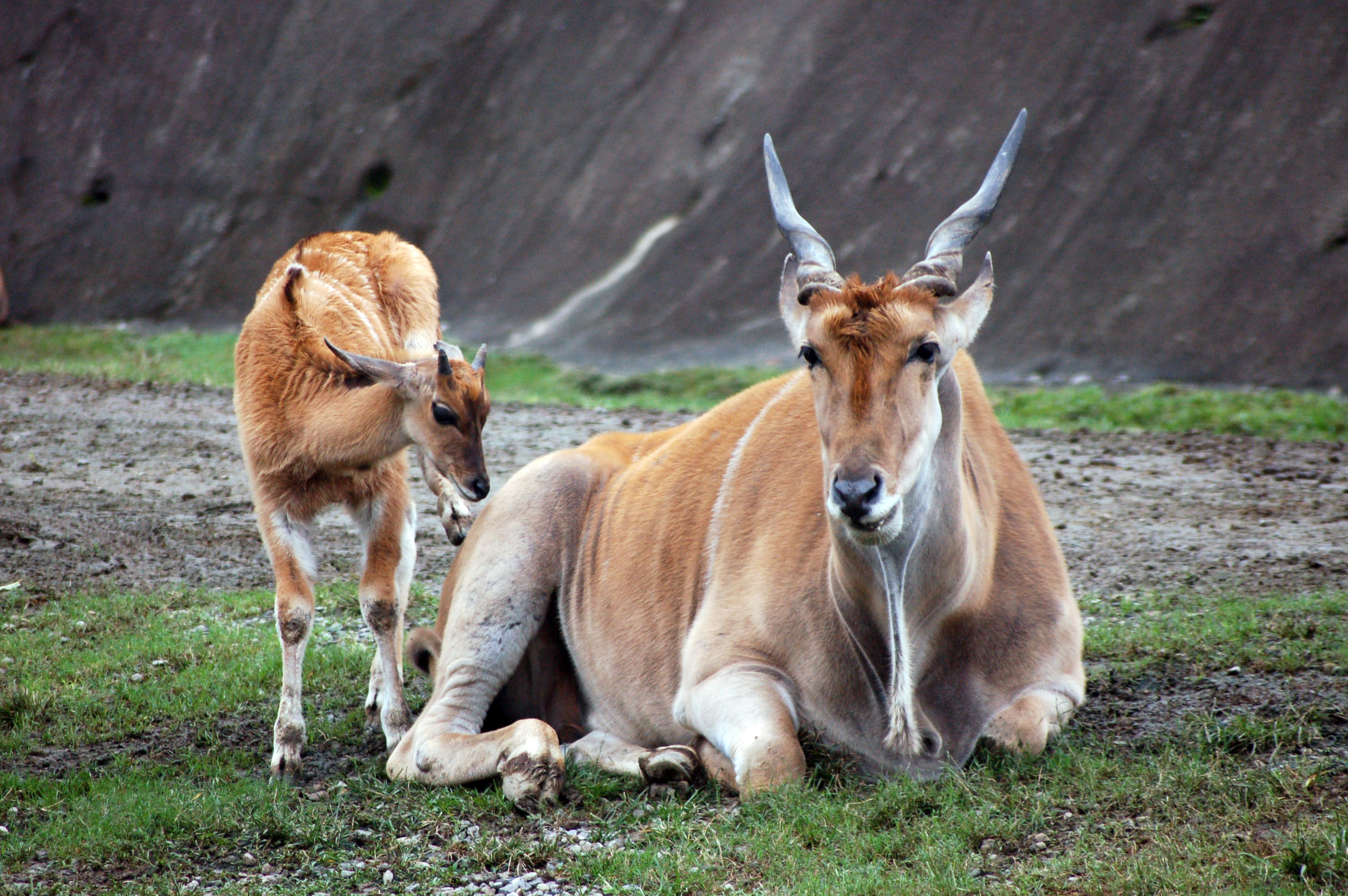
Elenantilopen (Taurotragus oryx)
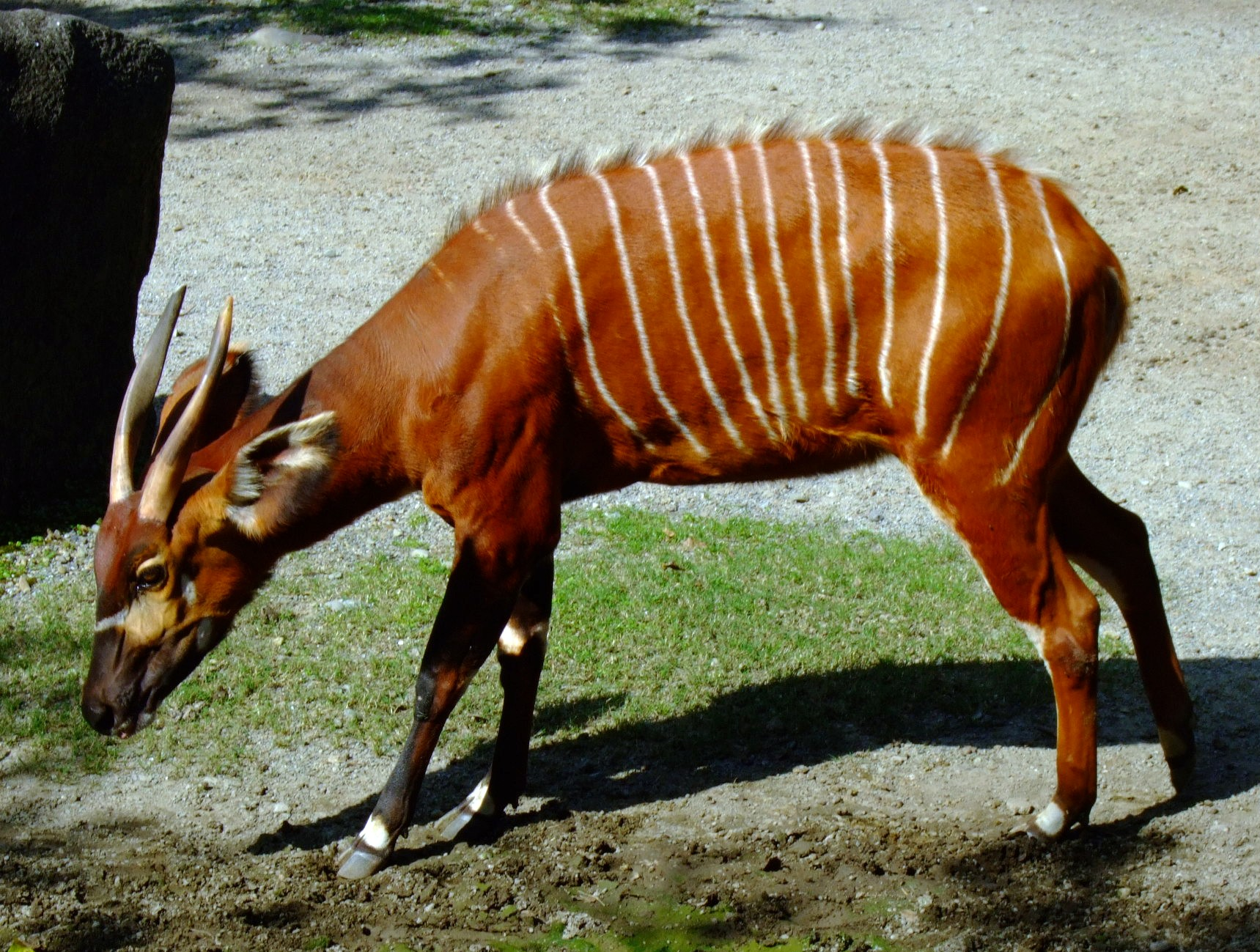
Bongo (Tragelaphus eurycerus)